# Halifax (Virgínia)
Halifax é uma cidade  localizada no estado norte-americano de Virginia, no Condado de Halifax.

## Demografia
Segundo o censo norte-americano de 2000, a sua população era de 1389 habitantes.
Em 2006, foi estimada uma população de 1286, um decréscimo de 103 (-7.4%).

## Geografia
De acordo com o United States Census Bureau tem uma área de
9,9 km², dos quais 9,9 km² cobertos por terra e 0,0 km² cobertos por água. Halifax localiza-se a aproximadamente 154 m acima do nível do mar.

## Localidades na vizinhança
O diagrama seguinte representa as localidades num raio de 36 km ao redor de Halifax.